# Culture Club 2005 - Singles and Remixes
Culture Club 2005 - Singles and Remixes, come dice chiaramente il titolo, è una raccolta di 19 brani del gruppo musicale britannico pop rock / reggae / new wave dei Culture Club, capitanati dall'eccentrico leader Boy George, cantante androgino, capostipite dei cosiddetti gender benders degli anni ottanta.
Pubblicato nel 2005, per la Virgin Records, l'etichetta storica della band, l'album rappresenta l'ultimo lavoro dei Culture Club a tutt'oggi, dopo il secondo scioglimento della formazione originaria, comprendente Roy Hay alle chitarre e alle tastiere, Jon Moss alla batteria e alle percussioni e Mikey Craig al basso, scioglimento avvenuto nel 2002, dopo un quinquennio di riunione (iniziata nel 1998, con la pubblicazione del nuovo singolo "I Just Wanna Be Loved").

## L'edizione integrale a 19 tracce
La compilation, nella sua versione integrale, contiene 19 pezzi: 13 brani di repertorio, di cui 12 singoli di successo, comprese le due Numero 1 internazionali "Do You Really Want to Hurt Me" e "Karma Chameleon", e 6 remix, di cui 5 inediti, inclusi i nuovi remix di "Do You Really Want to Hurt Me" («DJ LBR Ragga Mix») e "Karma Chameleon" («Ledge Music Electro 80 Mix»). L'unico remix già edito è la versione «Dance Mix» di "White Boy", il primissimo 45 giri dei Culture Club, già inserita nell'album di debutto della band, Kissing to Be Clever del 1982, contenente anche "I'll Tumble 4 Ya" e "Time (Clock of the Heart)", tra i primi successi storici del gruppo, nonché la loro prima Numero 1, "Do You Really Want to Hurt Me".
Ampio spazio nella collection, come di consueto, viene dato ai brani tratti dal secondo album di studio dei Culture Club, il pluri-disco d'oro e di platino Colour by Numbers del 1983, presente qui, oltre che con l'altra Numero 1 storica, "Karma Chameleon", anche con "It's a Miracle", "Church of the Poison Mind", "Miss Me Blind", "Victims" e "Black Money". Quest'ultima è l'unico brano della raccolta a non essere mai uscito in formato 45 giri, anche se il singolo era programmato per la promozione della primissima compilation della band, This Time - The First Four Years del 1987, ma alla fine non venne più pubblicato, per via degli impegni da solista di Boy George, occupato nella promozione coeva del suo primo album di studio, Sold, dello stesso anno.
"Black Money" rimane comunque uno dei brani più popolari dei Culture Club, più famoso persino di altri singoli veri e propri, quali "Move Away" e "The War Song", rispettivamente tratti dal quarto e dal terzo album di studio della band, From Luxury to Heartache del 1986 e Waking Up with the House on Fire del 1984, di cui rappresentano, in entrambi i casi, il primo estratto e l'unico singolo di successo dai rispettivi long playing, nonché l'unico brano a rappresentare il relativo 33 giri in questa recente raccolta. Completano la tracklisting dell'edizione integrale la ballata soul "Love Is Love", colonna sonora del film Electric Dreams, del 1985, e il pezzo reggae "I Just Wanna Be Loved", ultimissimo successo per i Culture Club, nel 1998, sùbito dopo la reunion, arrivato fino al Numero 4 nella Classifica britannica dei Singoli.
Quanto ai remix, posti nella seconda parte del disco nella sua edizione a 19 tracce, si tratta di brani esclusivamente tratti dal primo e dal secondo album dei Culture Club, Kissing to Be Clever del 1982 e Colour by Numbers del 1983. Dal primo, derivano "White Boy" (Dance Mix), come accennato, tratta direttamente dall'album del 1982, e "Do You Really Want to Hurt Me" nella nuova versione «DJ LBR Ragga Mix»; dal secondo, sono invece tratte due rielaborazioni di "Miss Me Blind" («Audience Remix» e «David Guetta and Joachim Garraud F*** Me I'm Famous Mix»), "It's a Miracle" nel «DJ Alberkam House Poppy P Mix», e il citato «Ledge Music Electro 80 Mix» di "Karma Chameleon".

## L'edizione ridotta a 14 tracce
Un'edizione alternativa della raccolta del 2005 contiene soltanto 14 brani e pone i remix nella parte iniziale invece che nella parte finale del disco, che si conclude con la ballata orchestrale "Victims". Le tracce omesse sono le versioni originali di "Karma Chameleon", "Do You Really Want to Hurt Me", "It's a Miracle" e "Miss Me Blind", di cui compaiono soltanto i remix, e "Move Away", l'unica canzone tratta da From Luxury to Heartache del 1986, il terzo album di studio del gruppo, di cui viene così a mancare l'unica rappresentante.

## Tracce

### Edizione integrale a 19 tracce
1. "Do You Really Want to Hurt Me" - 4:24
2. "Karma Chameleon" - 4:13
3. "It's a Miracle" - 3:25
4. "Church of the Poison Mind" - 3:34
5. "Move Away" - 4:10
6. "The War Song" - 4:14
7. "Miss Me Blind" - 4:32
8. "I'll Tumble 4 Ya" - 2:37
9. "I Just Wanna Be Loved" - 4:35
10. "Victims" - 4:56
11. "Time (Clock of the Heart)" - 3:44
12. "Black Money" - 5:21
13. "Love Is Love" - 3:52
14. "White Boy" (Dance Mix) - 4:42
15. "Miss Me Blind" (Audience Remix) - 3:20
16. "It's a Miracle" (DJ Alberkam House Poppy P Mix) - 3:20
17. "Karma Chameleon" (Ledge Music Electro 80 Mix) - 3:17
18. "Do You Really Want to Hurt Me" (DJ LBR Ragga Mix) - 4:01
19. "Miss Me Blind" (David Guetta and Joachim Garraud F*** Me I'm Famous Mix) - 2:51

### Edizione ridotta a 14 tracce
1. "Do You Really Want to Hurt Me" (DJ LBR Ragga Mix) - 4:01
2. "Miss Me Blind" (Audience Remix) - 3:20
3. "It's a Miracle" (DJ Alberkam House Poppy P Mix) - 3:20
4. "Karma Chameleon" (Ledge Music Electro 80 Mix) - 3:17
5. "Miss Me Blind" (David Guetta and Joachim Garraud F*** Me I'm Famous Mix) - 2:51
6. "White Boy" (Dance Mix) - 4:42
7. "The War Song" - 4:14
8. "I'll Tumble 4 Ya" - 2:37
9. "I Just Wanna Be Loved" - 4:35
10. "Church of the Poison Mind" - 3:34
11. "Love Is Love" - 3:52
12. "Time (Clock of the Heart)" - 3:44
13. "Black Money" - 5:21
14. "Victims" - 4:56

## Credits
- Robin Green, David Levine, Chris Clunn: fotografie
- Damien Neotti: DR - Artwork

Per la formazione, i musicisti, la produzione e il resto dello staff, vedi i 5 album di studio dei Culture Club e il live abbinato alla raccolta Greatest Moments del 1998:
- Kissing to Be Clever (1982)
- Colour by Numbers (1983)
- Waking Up with the House on Fire (1984)
- From Luxury to Heartache (1986)
- Greatest Moments - VH1 Storytellers Live (1998)
- Don't Mind If I Do (1999)